# Asperula pulchella
Asperula pulchella là một loài thực vật có hoa trong họ Thiến thảo. Loài này được (Podlech) Ehrend. & Schönb.-Tem. mô tả khoa học đầu tiên năm 2005.